# Cicurina madla
Cicurina madla là một loài nhện trong họ Dictynidae.
Loài này thuộc chi Cicurina. Cicurina madla được Willis J. Gertsch miêu tả năm 1992.